# Yamaha Genos
De Yamaha Genos is een music workstation die door Yamaha van 2017 tot 2023 werd geproduceerd. De Genos is de opvolger van de Tyros-serie.

## Beschrijving
De Genos werd geïntroduceerd op 31 augustus 2017 en bevat 1710 instrumentgeluiden, 550 begeleidingspatronen en 216 arpeggio's met ingebouwde geluidseffecten. Met de Genos kunnen verschillende muziekstijlen worden gespeeld.
De Genos heeft een aanraakscherm met een diameter van 23 cm en er zijn toewijsbare knoppen voor het instellen van veelgebruikte functies. Zo bevat het apparaat onder meer een Vocal Harmony en Synth Vocoder, voor het toevoegen van stemeffecten aan de muziek. Men kan de ingebouwde klanken uitbreiden door het creëren van zelfgemaakte klanken of door het installeren van gekochte Packs. Er is 1,8 GB ingebouwd flashgeheugen.
Er is een opnamefunctie waarmee de gespeelde muziek als MIDI-bestand of als audiobestand (WAV) kan worden opgenomen. Met de MIDI-sequencer zijn 16 sporen beschikbaar, waarmee zowel live als stapsgewijs kan worden ingespeeld.

### Updates
Yamaha heeft de volgende firmware-updates uitgebracht waarmee de functies van het muziekinstrument worden verbeterd en uitgebreid.
- Met Genos V1.4 zijn er verbeteringen aan het hoofdscherm en de gebruikersinterface aangebracht. Ook is de maximale grootte van een MIDI-bestand vergroot naar 3 MB.

- Met Genos V2.0 wordt het interne klankgeheugen uitgebreid naar 3,0 GB. Andere toegevoegde functies zijn de Chord Looper, Style Section Reset en het Superior Pack. Laatstgenoemde Pack bevat 50 Styles en 68 Voices.

## Ontvangst
De Genos werd positief ontvangen in recensies. Men prees de geluidskwaliteit, muziekstijlen en effecten. Ook het geheugen voor samples, klanken en stijlen werd als positief gezien. Kritiek was er op de hoge prijs en beperkte mogelijkheid om klanken te bewerken.

## Technische specificaties
- Type synthese: Advanced Wave Memory (AWM)
- Klanken: 1710 (1652 Voices en 58 drumkits)
- Begeleidingen: 550 Styles
- Effecten: 684 (galm, chorus, EQ en DSP-effecten)
  - Stemeffecten: Vocal Harmony en Synth Vocoder
- Arpeggio's: 216
- Klavier: 76 toetsen
- Display: 
  - Hoofd: 800×600 pixels, diameter 23 cm, lcd-kleurenscherm, aanraakgevoelig
  - Sub: 589×48 pixels, oled-scherm
- Talen: Engels, Duits, Frans, Spaans, Italiaans
- Controllers: joystick, 6 Live Control-knoppen, 9 schuifknoppen
- Compatibiliteit: GM, GM2, GS en XG
- Opslaggeheugen: 58 GB totaal, waarvan 3 GB voor klanken
- Aansluitingen: USB, pedalen, microfoon, aux-ingang, digitale uitgang, line-out, LAN-verbinding
- Extra's:
  - opnamefunctie naar MIDI en WAV
  - afspeelfunctie voor MP3 en WAV
  - registratiegeheugen
  - Packs voor uitbreiden klanken en stijlen
  - Vier multi-pads voor toewijsbare klanken
  - Display Out-functie voor het aansluiten van een extern beeldscherm
- Afmetingen: 1234 mm × 456 mm × 138 mm (l × b × h)
- Gewicht: 13 kg

## Genos 2
De Yamaha Genos 2 is een music workstation die door Yamaha vanaf 2023 wordt geproduceerd. De Genos 2 is de opvolger van de oorspronkelijk Genos uit 2017.

## Beschrijving
De Genos 2 werd geïntroduceerd op 15 november 2023 en bevat 1991 instrumenten en 800 begeleidingspatronen met ingebouwde geluidseffecten. Andere vernieuwingen zijn de Style Dynamic Control-functie voor het aanpassen van de dynamiek van de muziekstijl, Ambient Drums, REVelation Reverb en DX7 FM-technologie met dubbele toongenerator.
Andere vernieuwingen aan het instrument zijn een Chord Looper, regelaars met led-verlichting, een groter aanraakscherm, Vocal Harmony en Vocoder, en songtekstweergave via een extern beeldscherm via de HDMI-poort. Ten slotte ondersteunt de Genos 2 het versturen en ontvangen van audiogegevens via USB.

## Technische specificaties
- Type synthese: Advanced Wave Memory (AWM), FM-synthese
- Klanken: 1991 Voices en 75 drumkits
- Begeleidingen: 800 Styles
- Stemeffecten: Vocal Harmony en Synth Vocoder
- Klavier: 76 toetsen met aanslaggevoeligheid en aftertouch
- Display: diameter 23 cm, lcd-kleurenscherm, aanraakscherm
- Opslaggeheugen: 15 GB
- Uitbreidingsgeheugen: 3 GB
- Aansluitingen: USB, HDMI, pedalen, microfoon, aux-ingang, line-out
- Extra's:
  - audiogegevens via USB-interface
  - songteksten op extern beeldscherm
- Afmetingen: 1234 mm × 456 mm × 151 mm (l × b × h)
- Gewicht: 14,2 kg